# Аријано Скало (Авелино)
Аријано Скало је насеље у Италији у округу Авелино, региону Кампанија.
Према процени из 2011. у насељу је живело 114 становника. Насеље се налази на надморској висини од 479 м.